# Olympische Sommerspiele 1924/Gewichtheben
Bei den VIII. Olympischen Spielen 1924 in Paris fanden fünf Wettbewerbe im Gewichtheben statt. Austragungsort war das Vélodrome d’Hiver im 15. Arrondissement.

## Bilanz

### Medaillenspiegel
| Platz | Land               | Gold | Silber | Bronze | Gesamt |
| ----- | ------------------ | ---- | ------ | ------ | ------ |
| 1     | Königreich Italien | 3    | –      | –      | 3      |
| 2     | Frankreich         | 2    | –      | –      | 2      |
| 3     | Österreich         | –    | 3      | 1      | 4      |
| 4     | Estland            | –    | 1      | 2      | 3      |
| 5     | Schweiz            | –    | 1      | 1      | 2      |
| 6     | Tschechoslowakei   | –    | –      | 1      | 1      |

### Medaillengewinner
| Konkurrenz        | Gold                | Silber            | Bronze            |
| ----------------- | ------------------- | ----------------- | ----------------- |
| Federgewicht      | Pierino Gabetti     | Andreas Stadler   | Arthur Reinmann   |
| Leichtgewicht     | Edmond Decottignies | Anton Zwerina     | Bohumil Durdis    |
| Mittelgewicht     | Carlo Galimberti    | Alfred Neuland    | Jaan Kikas        |
| Halbschwergewicht | Charles Rigoulot    | Fritz Hünenberger | Leopold Friedrich |
| Schwergewicht     | Giuseppe Tonani     | Franz Aigner      | Harald Tammer     |

## Ergebnisse

### Federgewicht (bis 60 kg)
| Platz | Land | Sportler        | Gewicht (kg) |
| ----- | ---- | --------------- | ------------ |
| 1     | ITA  | Pierino Gabetti | 402,5        |
| 2     | AUT  | Andreas Stadler | 385,0        |
| 3     | SUI  | Arthur Reinmann | 382,5        |
| 4     | FRA  | Maurice Martin  | 380,0        |
| 5     | AUT  | Wilhelm Rosinek | 375,0        |
| 6     | EST  | Gustav Ernesaks | 372,5        |
| 7     | GBR  | Alfred Baxter   | 370,0        |
| 8     | SUI  | Edgar Juillerat | 367,5        |
| 9     | TCH  | Antonín Hrabě   | 365,0        |
| 9     | FRA  | Raymond Suvigny | 365,0        |
|       |      |                 |              |
| 18    | AUT  | Franz Andrysek  | 275,0        |

Datum: 21. Juli 1924 

21 Teilnehmer aus 11 Ländern

### Leichtgewicht (bis 67,5 kg)
| Platz | Land | Sportler            | Gewicht (kg) |
| ----- | ---- | ------------------- | ------------ |
| 1     | FRA  | Edmond Decottignies | 440,0        |
| 2     | AUT  | Anton Zwerina       | 427,5        |
| 3     | TCH  | Bohumil Durdis      | 425,0        |
| 4     | AUT  | Leopold Treffny     | 425,0        |
| 5     | SUI  | Joseph Jaquenoud    | 417,5        |
| 6     | EST  | Eduard Vanaaseme    | 415,0        |
| 7     | NED  | Guus Scheffer       | 415,0        |
| 8     | SUI  | Félix Bichsel       | 410,0        |
| 9     | BEL  | Gaston Butter       | 405,0        |
| 9     | AUT  | Wilhelm Etzenberger | 405,0        |
|       |      |                     |              |
| 14    | SUI  | Jules von Gunten    | 390,0        |

Datum: 22. Juli 1924 

22 Teilnehmer aus 12 Ländern

### Mittelgewicht (bis 75 kg)
| Platz | Land | Sportler         | Gewicht (kg) |
| ----- | ---- | ---------------- | ------------ |
| 1     | ITA  | Carlo Galimberti | 492,5        |
| 2     | EST  | Alfred Neuland   | 455,0        |
| 3     | EST  | Jaan Kikas       | 450,0        |
| 4     | EGY  | Hamad Samy       | 447,5        |
| 5     | SUI  | Albert Aeschmann | 442,5        |
| 6     | FRA  | Roger François   | 442,5        |
| 7     | AUT  | Rupert Eidler    | 437,5        |
| 8     | FRA  | Pierre Vibert    | 427,5        |
| 9     | AUT  | Johann Gill      | 420,0        |
| 10    | ITA  | Dante Figoli     | 407,5        |
|       |      |                  |              |
| 24    | AUT  | Rudolf Edinger   | 347,5        |

Datum: 23. Juli 1924 

25 Teilnehmer aus 13 Ländern

### Halbschwergewicht (bis 82,5 kg)
| Platz | Land | Sportler          | Gewicht (kg) |
| ----- | ---- | ----------------- | ------------ |
| 1     | FRA  | Charles Rigoulot  | 502,5        |
| 2     | SUI  | Fritz Hünenberger | 490,0        |
| 3     | AUT  | Leopold Friedrich | 490,0        |
| 4     | AUT  | Karl Freiberger   | 487,5        |
| 5     | ARG  | Carlos Bergara    | 482,5        |
| 6     | ITA  | Mario Giambelli   | 480,0        |
| 7     | SUI  | Anton Schärer     | 475,0        |
| 8     | TCH  | Jaroslav Skobla   | 470,0        |
| 9     | EST  | Saul Hallap       | 465,0        |
| 10    | FRA  | Alfred Louncke    | 460,0        |
| 11    | AUT  | Hermann Glück     | 452,5        |

Datum: 23. Juli 1924 

20 Teilnehmer aus 12 Ländern
Obwohl Hünenberger und Friedrich das gleiche Resultat erzielten, erhielt nur der Schweizer die Silbermedaille, da er weniger wog als der Österreicher (81,9 bzw. 82,0 kg).

### Schwergewicht (über 82,5 kg)
| Platz | Land | Sportler          | Gewicht (kg) |
| ----- | ---- | ----------------- | ------------ |
| 1     | ITA  | Giuseppe Tonani   | 517,5        |
| 2     | AUT  | Franz Aigner      | 515,0        |
| 3     | EST  | Harald Tammer     | 497,5        |
| 4     | FRA  | Louis Dannoux     | 497,5        |
| 5     | LAT  | Kārlis Leilands   | 497,5        |
| 6     | ITA  | Filippo Bottino   | 495,0        |
| 7     | EST  | Kaljo Raag        | 490,0        |
| 8     | FRA  | Claudius Dutriève | 467,5        |
| 9     | BEL  | Gustaaf Bernart   | 465,0        |
| 10    | AUT  | Gustav Becker     | 460,0        |
| 11    | AUT  | Josef Leppelt     | 455,0        |
|       |      |                   |              |
|       | CHE  | Eugène Peney      | DNF          |

Datum: 23. Juli 1924 

19 Teilnehmer aus 12 Ländern
Wegen Gleichstands musste für die Plätze 3 bis 5 ein Stechen durchgeführt werden.